# Cane da salvataggio in acqua

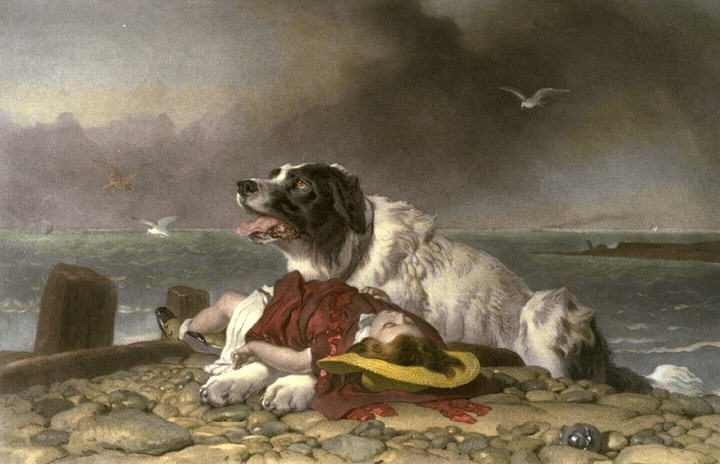
Uno dei dipinti più noti di Edwin Landseer, raffigurante il salvataggio di una bambina da parte di un cane da riporto.

Con il nome cani salvataggio nautico si identificano le unità cinofile da salvataggio in acqua. Come unità cinofila si intende il binomio cane-conduttore.
In Italia, questa branca della Protezione Civile nasce nel 1988 da un'idea di Ferruccio Pilenga che insieme al suo cane chiamato Mas dà inizio alla associazione di  volontariato che prenderà il nome di Scuola Italiana Cani Salvataggio. Dagli iniziali terranova e labrador "cani bagnino" per atavica vocazione si è riusciti nel corso degli anni a brevettare e rendere operativi centinaia di cani anche di altre razze, tra cui anche dei Pit Bull.

## Razze canine maggiormente utilizzate
- Terranova
- Landseer
- Flat-Coated Retriever
- Golden Retriever
- Labrador Retriever
- Cane d'acqua portoghese